# Anactis picta
Anactis picta är en korallart som först beskrevs av René-Primevère Lesson 1830.  Anactis picta ingår i släktet Anactis och familjen Arachnactidae. Inga underarter finns listade i Catalogue of Life.